# NGC 3588-2
NGC 3588-2 (другие обозначения — UGC 6264, MCG 4-27-9, ZWG 126.11) — линзообразная галактика (S0) в созвездии Льва. Открыта Льюисом Свифтом в 1883 году.
Этот объект не входит в число перечисленных в оригинальной редакции «Нового общего каталога» и был добавлен позднее.